# Ben Nguyen
Pour les articles homonymes, voir Nguyen.
Ben Nguyen est un pratiquant de MMA américain au sein de l'Ultimate Fighting Championship. Il est né le 3 août 1988 à Sioux Falls (Dakota du Sud, États-Unis) dans une famille vietnamienne.
En 2015, il épouse la kickboxeuse australienne April Adams, rencontrée lors d'un entraînement en Thaïlande.

## Biographie
| Résultat | Record | Adversaire  | Méthode      | Événement                | Date             | Round | Temps | Lieu                 | Notes |
| -------- | ------ | ----------- | ------------ | ------------------------ | ---------------- | ----- | ----- | -------------------- | ----- |
|          |        | Ryan Benoit | TKO (poings) | UFC Fight Night: UFC 193 | 15 novembre 2015 | 2     | 2:17  | Melbourne, Australie |       |